# Rozvadov
Rozvadov (německy Roßhaupt) je obec v okrese Tachov v Plzeňském kraji. Žije zde 818 obyvatel.

## Historie
První písemná zmínka o vesnici pochází z roku 1581.
Po druhé světové válce bylo původní německé obyvatelstvo vysídleno.

## Přírodní poměry
Jihovýchodně od vesnice se nachází přírodní rezervace Diana. Ještě dále na jihovýchod, přímo u státní hranice, leží přírodní rezervace Jezírka u Rozvadova.

## Obyvatelstvo
| Rok            | 1869  | 1880  | 1890  | 1900  | 1910  | 1921  | 1930  | 1950 | 1961 | 1970 | 1980 | 1991 | 2001 | 2011 | 2021 |
| -------------- | ----- | ----- | ----- | ----- | ----- | ----- | ----- | ---- | ---- | ---- | ---- | ---- | ---- | ---- | ---- |
| Počet obyvatel | 3 410 | 3 445 | 3 255 | 3 171 | 3 106 | 3 261 | 2 991 | 789  | 862  | 889  | 746  | 652  | 684  | 773  | 730  |
| Počet domů     | 373   | 389   | 365   | 392   | 403   | 417   | 496   | 474  | 177  | 154  | 132  | 152  | 149  | 170  | 201  |

## Obecní správa

### Části obce
- Rozvadov (i název k. ú., také k. ú. Střeble)
- Diana (leží v k. ú. Rozvadov)
- Milíře (leží v k. ú. Svatá Kateřina u Rozvadova)
- Nové Domky (i název k. ú.)
- Rozcestí (leží v k. ú. Rozvadov)
- Svatá Kateřina (k. ú. Svatá Kateřina u Rozvadova)

### Obecní symboly
Znak a vlajka byly obci uděleny rozhodnutím předsedy Poslanecké sněmovny Parlamentu České republiky dne 13. května 2003.

## Pamětihodnosti

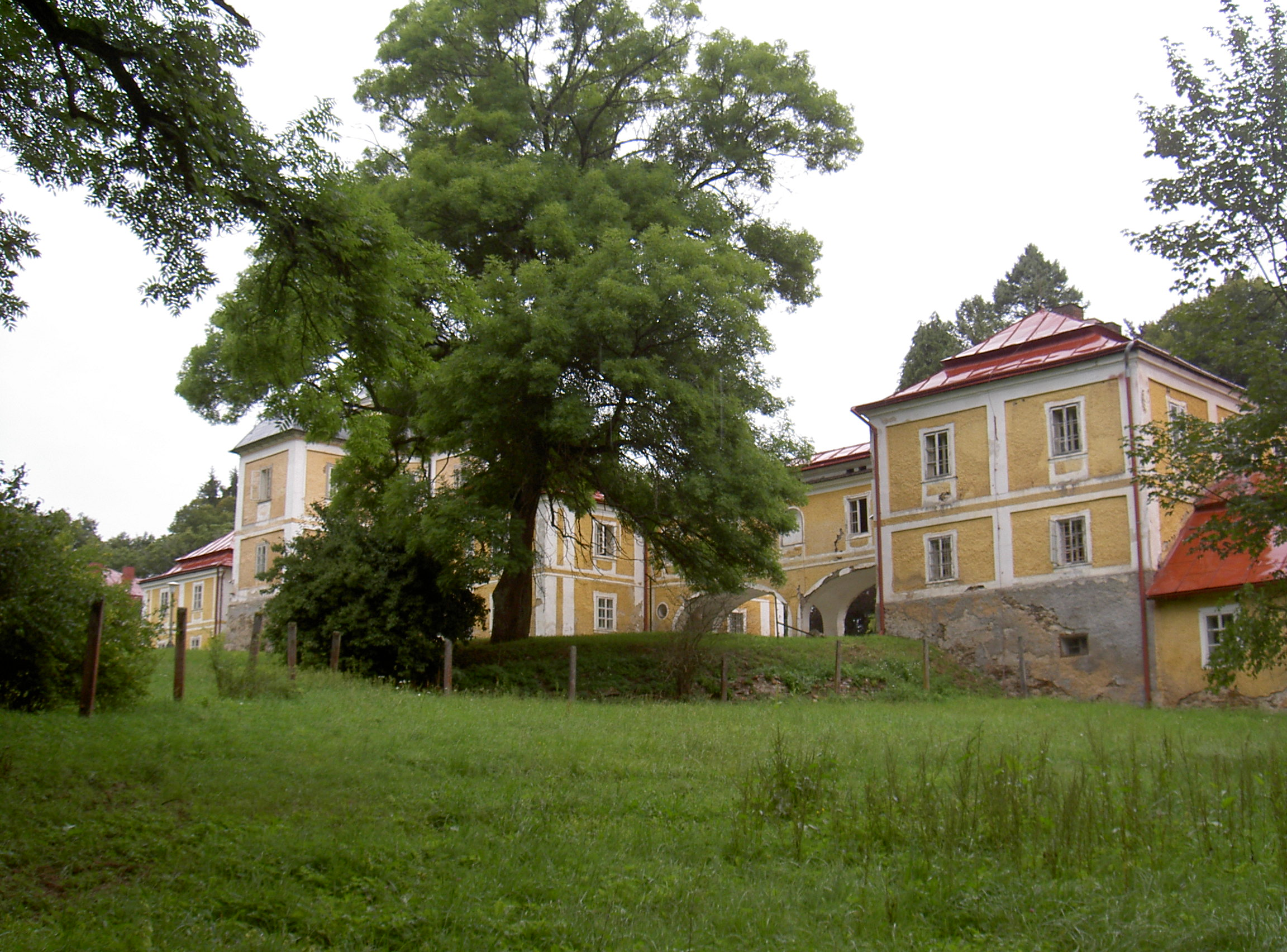
Zámek Diana

- Kostel svatého Václava – po roce 1945 využíván jako sýpka a potom jako kino. Věž úmyslně zbořena. Od roku 2008 v rekonstrukci.
- Kostel Navštívení Panny Marie – zničený kostel v části Nové Domky
- Polní opevnění třicetileté války Tillyho šance, zřícenina a archeologické naleziště
- Hraniční kříž u celnice

## Hraniční přechody pro případ dočasného znovuzavedení ochrany vnitřních hranic
- Rozvadov- Waidhaus (silnice)
- Rozvadov- Waidhaus (dálnice)[7]